# Burbach (Nadrenia-Palatynat)
Burbach – miejscowość i gmina (Ortsgemeinde) w Niemczech, w kraju związkowym Nadrenia-Palatynat, w powiecie Eifelkreis Bitburg-Prüm, wchodzi w skład gminy związkowej Verbandsgemeinde Bitburger Land. Do 30 czerwca 2014 wchodziła w skład gminy związkowej Kyllburg.